# Eloy
Eloy je nemška skupina progresivnega rocka, ki igra tudi space in simfonični rock.
Ime so prevzeli po futuristični človeški rasi Eloi iz Wellsovega romana Časovni stroj.
Skupino je v poznih šestdesetih ustanovil kitarist Frank Bornemann. Zasedba se je velikokrat spremenila in tako je Bornemann stalni član skupine. Po velikih spremembah članov v poznih osemdesetih so se spustili v bolj komercialne vode, toda v ZDA niso nikoli postali popularni.
Pozneje so se nekateri stari člani spet vrnili v skupino in 1998. so bili oboževalci navdušeni nad albumom Ocean 2, ki je zelo spominjal na njihove klasične albume.
Za njihove najboljše albume po navadi štejejo Inside, Floating, Dawn, Ocean, Silent Cries and Mighty Echoes, Planets in Ocean 2.
Kljub njihovi narodnosti, njihov zvok ni značilen krautrock, temveč so bolj podobni nekaterim angleškim skupinam, kot npr. Yes.

## Diskografija
- Eloy (1971)
- Inside (1973)
- Floating (1974)
- Power and the Passion (1975)
- Dawn (1976)
- Ocean (1977)
- Live (1978)
- Silent Cries and Mighty Echoes (1979)
- Colours (1980)
- Planets (1981)
- Time to Turn (1982)
- Performance (1983)
- Metromania (1984)
- Ra (1988)
- Destination (1992)
- The Tides Return Forever (1994)
- Ocean 2: The Answer (1998)
- Visionary (2009)
- The Vision, the Sword and the Pyre, Part I (2017)
- The Vision, the Sword and the Pyre, Part II (2019)
- Echoes from the Past (2023)